# Rolf Wallin
Rolf Wallin (Oslo, 7 september 1957) is een Noors componist en trompettist. Hij kreeg zijn opleiding compositie aan de Staatsacademie voor Muziek in Oslo, onder meer van Olav Anton Thommessen en Finn Mortensen (1976-1982) en aan de Universiteit van Californië - San Diego bij Roger Reynolds en Vinko Globokar (1985-1986). Als trompettist heeft hij in een aantal jazzbandjes gezeten, deze waren namelijk zeer gevraagd in Scandinavië gedurende de jaren 60 en 70.
Zijn werken bestaan voornamelijk uit een mix van jazz, klassieke muziek en zijn veelal gebaseerd op wiskundige modellen, fractals en de chaostheorie, waaromheen hij dan een compositie schrijft. Hij beperkt zich daarbij niet tot een bepaald genre, hij heeft orkestmuziek gecomponeerd, maar ook dus jazz, ballet, opera etc. Zijn muziek is enigszins beïnvloed door de muziek van Luciano Berio, György Ligeti en Iannis Xenakis.

## Oeuvre (selectief)
- …though what made it has gone (1987; voor mezzosopraan en piano; een prijs van de Noorse Componistenbond;
- Stonewave (1990; voor percussie)
- Boyl (1995; voor ensemble) (Spelemann-prijs)
- Klarinetconcert (1996) (prijs van de Noorse Raad)
- Ground (1996; voor cello en strijkers)
- Act (2004; voor orkest)
- Imella (2009; voor viool en kamerorkest)